# GhostBSD
GhostBSD es un sistema operativo similar a Unix basado en FreeBSD, que puede ser ejecutado tanto como un Live CD, como localmente, instalado en la computadora. Posee como entorno de escritorio a MATE o Xfce. Su objetivo es ser fácil de instalar, listo para usar y fácil de usar. El objetivo del proyecto es combinar seguridad, privacidad, estabilidad, usabilidad, apertura, libertad y ser gratuito.
Antes de GhostBSD 18.10, el proyecto se basaba en FreeBSD. En mayo de 2018 se anunció que las futuras versiones del sistema operativo se basarían en TrueOS. En 2020, con la descontinuación de TrueOS, GhostBSD volvió a cambiar a FreeBSD.

## Historia
La primera versión fue lanzada en marzo de 2010 y fue basada en FreeBSD 8 con Gnome 2 en modo Live-cd únicamente.La versión 1.5 beta fue la primera en incluir un instalador para poder ejecutar el sistema localmente. A partir de la versión 18.10 (2017), el proyecto cambió su base desde FreeBSD a TrueOS. El 29 de abril del 2021 se lanzó su última versión (21.04.27).

## Desarrolladores y Fundadores
El proyecto GhostBSD fue ideado por Eric Turgeon y Nahuel Sánchez (Prof. Yeow), teniendo como lugar de origen el foro oficial de FreeBSD donde al compartir sus ideas decidieron llevar adelante el actual proyecto.
En sí, cualquier persona puede contribuir al proyecto por los diversos canales de comunicación. Desde su página (actualmente únicamente en inglés) encontrarán los medios de comunicación con ellos y otros líderes de proyecto (incluyendo direcciones de correo electrónico, canal IRC, Foro de GhostBSD, y hasta un sistema de SMS con uno de sus fundadores) lo cual aseguran ellos es para escuchar mejor lo que los usuarios piden.